# Bund der europäischen Napoleonstädte
Der Bund der europäischen Napoleonstädte (französisch Fédération Européenne des Cités Napoléoniennes) ist eine Vereinigung von Städten, die in ihrer Geschichte von der Zeit von Napoleon Bonaparte bis Napoléon III. geprägt wurden, um an dieses historische Erbe in einem europäischen Kontext gemeinsam zu erinnern.

## Geschichte
Die Idee zum Bund der europäischen Napoleonstädte entstand 2004 in La Roche-sur-Yon anlässlich der 200-Jahr-Feier ihrer Gründung durch kaiserlichen Erlass sowie in Ajaccio, der Geburtsstadt von Napoleon, bei der Feier zum 200. Jahrestag seiner Kaiserkrönung. Die Gründung erfolgte am 24. Mai 2004 durch die Städte Ajaccio (Frankreich), Balestrino (Italien), Dinard (Frankreich), Jena (Deutschland), Île-d’Aix (Frankreich), La Roche-sur-Yon (Frankreich), Pontivy (Frankreich), Pultusk (Polen) und Waterloo (Belgien). Präsident ist Charles Napoléon, das gegenwärtige Oberhaupt des Hauses Bonaparte. Derzeit sind 60 Städte aus Belgien, Deutschland, Frankreich, Italien, Kroatien, Litauen, Luxemburg, Malta, Polen, Russland, Spanien und Tschechien sowie außerhalb Europas Alexandria (Ägypten) Mitglieder.

## Anliegen und Aktivitäten
Die Städte des Bundes sehen sich durch die napoleonische Zeit geprägt, wobei hierbei bewusst die Zeit von 1769 (Geburt Napoléon I.) bis 1870 (französische Niederlage in Sedan) in Blick genommen wird. Diese Zeit kennzeichne in Frankreich, aber auch in anderen europäischen Staaten, den Übergang vom Ancien Régime zur Republik. Gemäß der Gründungsschrift wollen die beteiligten Städte ihr geteiltes Erbe auf Europaebene präsentieren und den Kontakt untereinander fördern. Dies soll der gemeinsamen Kultur des europäischen Volkes dienen. Diesen Zielen sollen gemeinsame Tagungen und Publikationen, Förderung der Sanierung von Bau- und Kunstwerken aus dieser Zeit sowie eine gemeinsame Öffentlichkeitsarbeit und ein gemeinsames Tourismusmarketing dienen.
Darüber hinaus wurde ein „Napoleonpass“ eingeführt, der den Bewohnern der Städte bei Besuch vor Ort untereinander Vergünstigungen gewährt, und eine Sommeruniversität vorbereitet.

## Sonstiges
Der Bund der europäischen Napoleonstädte ist ein Verein nach französischem Recht entsprechend der Verordnung vom 16. August 1901.

## Liste der europäischen Napoleonstädte
deutsche Stadtnamen in Klammern
| Stadt                       | Land        | Beziehung zu Napoleon                                                                                     |
| --------------------------- | ----------- | --- |
| Ajaccio                     | Frankreich  | Geburtsort Napoleons                                                                                      |
| Albenga                     | Italien     | |
| Alessandria (Provinz)       | Italien     | Schlacht bei Marengo                                                                                      |
| Alessandria (Stadt)         | Italien     | Schlacht bei Marengo, Hauptstadt des Départements Marengo                                                 |
| Alexandria                  | Ägypten     | Landung 1798, Sieg über die Mamluken, Seeschlacht bei Abukir                                              |
| Altare                      | Italien     | |
| Antibes-Juan-les-Pins       | Frankreich  | Napoleon-Museum                                                                                           |
| Bailén                      | Spanien     | Schlacht von Bailén                                                                                       |
| Balestrino                  | Italien     | |
| Boissano                    | Italien     | |
| Bolesławiec (Bunzlau)       | Polen       | Aufenthalt Napoleons 1813                                                                                 |
| Borghetto Santo Spirito     | Italien     | |
| Borodino                    | Russland    | Schlacht von Borodino                                                                                     |
| Boulogne-sur-Mer            | Frankreich  | erste Verleihung des Ordens der Ehrenlegion                                                               |
| Brienne-le-Château          | Frankreich  | Studienort Napoleons von Mai 1779 bis Oktober 1784                                                        |
| Cairo Montenotte            | Italien     | Schlacht bei Montenotte                                                                                   |
| Capraia e Limite            | Italien     | |
| Cengio                      | Italien     | |
| Châteauroux                 | Frankreich  | |
| Cherasco                    | Italien     | Waffenstillstand von Cherasco 1796                                                                        |
| Compiègne                   | Frankreich  | Wohnsitz von Napoleon III.                                                                                |
| Cosseria                    | Italien     | |
| Dego                        | Italien     | Schlacht von Dego                                                                                         |
| Dubrovnik                   | Kroatien    | Einmarsch 1806                                                                                            |
| Fleurus                     | Belgien     | Schlacht bei Ligny                                                                                        |
| Fontainebleau               | Frankreich  | 1806 bis 1814 hielt Napoleon Papst Pius VII. gefangen                                                     |
| Grasse                      | Frankreich  | Station bei der Rückkehr von Elba nach Paris                                                              |
| Granada                     | Spanien     | Besetzung der Stadt durch Napoleon von 1810 bis 1812, Teile der Alhambra werden zerstört                  |
| Hanau                       | Deutschland | Schlacht bei Hanau                                                                                        |
| Hövelhof                    | Deutschland | Erlangung der Selbstständigkeit 1807 unter französischer Verwaltung                                       |
| Île-d’Aix                   | Frankreich  | Station vor der Verbannung nach St. Helena                                                                |
| Jena                        | Deutschland | Schlacht bei Jena und Auerstedt                                                                           |
| Kassel                      | Deutschland | Hauptstadt des Königreichs Westphalen, Residenz von Napoleons Bruder Jérôme                               |
| Kłodzko (Glatz)             | Polen       | blieb während der Napoleonischen Kriege unbesetzt                                                         |
| La Maddalena                | Italien     | Gefecht 1793, teilweise unter Befehl Napoleon Bonapartes                                                  |
| La Roche-sur-Yon            | Frankreich  | 1804 unter Napoleon erbaut                                                                                |
| Laffrey                     | Frankreich  | am 7. März 1815 traf Napoleon auf die königlichen Truppen, die zu seiner Verhaftung entsandt worden waren |
| Luxemburg                   | Luxemburg   | im Ersten Koalitionskrieg 1795 erobert                                                                    |
| Millesimo                   | Italien     | Schlacht bei Millesimo                                                                                    |
| Montereau-Fault-Yonne       | Frankreich  | Schlacht bei Montereau                                                                                    |
| Perinaldo                   | Italien     | Wohnort Napoleons während des Italienfeldzugs 1797                                                        |
| Pontinvrea                  | Italien     | |
| Pontivy                     | Frankreich  | früherer Name Napoléonville                                                                               |
| Portoferraio                | Italien     | Winterresidenz Napoleons auf Elba                                                                         |
| Prawdinsk (Friedland)       | Russland    | Schlacht bei Friedland                                                                                    |
| Pułtusk                     | Polen       | Schlacht von Pułtusk                                                                                      |
| Rambouillet                 | Frankreich  | Nebenresidenz Napoleons                                                                                   |
| Rueil-Malmaison             | Frankreich  | Wohnsitz Napoleons, Grab seiner Frau Joséphine                                                            |
| Santa Teresa Gallura        | Italien     | |
| Saragossa                   | Spanien     | Belagerung 1808 und 1809                                                                                  |
| Savona                      | Italien     | |
| Slavkov u Brna (Austerlitz) | Tschechien  | Schlacht bei Austerlitz                                                                                   |
| Sombreffe-Ligny             | Belgien     | Schlacht bei Ligny                                                                                        |
| Sowetsk (Tilsit)            | Russland    | Frieden von Tilsit                                                                                        |
| Torresina                   | Italien     | |
| Toulon                      | Frankreich  | Ausgangspunkt der Ägyptischen Expedition                                                                  |
| Tvarožná (Bosenitz)         | Tschechien  | Schlacht bei Austerlitz                                                                                   |
| Valence                     | Frankreich  | |
| Vallauris-Golfe-Juan        | Frankreich  | |
| Valletta                    | Malta       | Kapitulation vor Napoleons Flotte 1798                                                                    |
| Vilnius                     | Litauen     | |
| Waterloo                    | Belgien     | Schlacht bei Waterloo                                                                                     |
| Zuccarello                  | Italien     | |